# Isla Alabak
La isla de Alabak, en  búlgaro: остров Алабак, Ostrov Alabak o strov a-la-'bak es la isla montañosa cubierta de hielo en la bahía de Barilari en la costa de Graham en la tierra de Graham de la península antártica que tiene una longitud de 1350 m en dirección este-oeste dirección, 670 m de ancho y finaliza en Huitfeldt Point hacia el este. Está separada de la costa este de la península de Velingrad por un pasaje de 500 m de ancho formado como resultado de la retirada del glaciar en la última década del siglo XX.
La isla lleva el nombre Alabak como recuerdo del cordón Alabak en el sur de Bulgaria.

## Ubicación
La isla de Alabak se encuentra a 4,74 km al sureste de la punta Vorweg y a 11,15 km al suroeste de la punta Duyvis en la península de Felipe Solo (Obligado). Cartografía británica en 1971.

## Reclamaciones territoriales
Argentina incluye a la isla en el departamento Antártida Argentina dentro de la provincia de Tierra del Fuego, Antártida e Islas del Atlántico Sur; para Chile forma parte de la comuna Antártica de la provincia Antártica Chilena dentro de la Región de Magallanes y de la Antártica Chilena; y para el Reino Unido integra el Territorio Antártico Británico. Las tres reclamaciones están sujetas a las disposiciones del Tratado Antártico. Ninguno de los tres países reclamantes asignó un nombre propio a la isla.

## Mapas
- Territorio Antártico Británico Escala 1:200000 mapa topográfico. Serie DOS 610, Hoja W 65 64. Dirección de Estudios de Ultramar, Tolworth, Reino Unido, 1971.
- Base de Datos Digital Antártica (ADD). Escala 1:250000 mapa topográfico de la Antártida. Comité científico de investigación antártica (SCAR). Desde 1993, regularmente revisado y actualizado.